# Герб комуни Треллеборг
Герб комуни Треллеборг (швед. Trelleborgs kommunvapen) — символ шведської адміністративно-територіальної одиниці місцевого самоврядування комуни Треллеборг. 

## Історія
Від XV століття місто Треллеборг використовувало власний герб. Сучасний дизайн герба було розроблено також для міста Треллеборг. Отримав королівське затвердження 1924 року.    
Після адміністративно-територіальної реформи, проведеної в Швеції на початку 1970-х років, муніципальні герби стали використовуватися лишень комунами. Цей герб був перебраний для нової комуни Треллеборг.
Герб комуни офіційно зареєстровано 1974 року.

## Опис (блазон)
У синьому полі срібна фортеця з однією вежею і двома прапорцями обабіч, праворуч від неї такий же півмісяць ріжками вправо, ліворуч — така ж шестипроменева зірка.

## Зміст
Сюжет герба походить з міської печатки 1421 року. Фортеця вказує на оборонне значення міста.     